# Au revoir Fénimore
 (juillet 2025).
Au revoir Fénimore est un roman pour enfant à partir de 9 ans, écrit par Yvon Mauffret et publié pour la première fois en 1984. Il raconte la rencontre d'une bergère et d'un animal semblable au monstre du loch Ness.

## Résumé
Un jour que Peggy a mené son troupeau au bord d'un loch (un lac en Écosse), elle aperçoit la tête d'un incroyable serpent de mer au-dessus de l'eau. Peggy est tellement intriguée qu'elle en oublie d'avoir peur et voilà que le monstre s'adresse à elle en anglais. Une grande amitié commence entre un gigantesque voyageur venu de la préhistoire et une petite fille très curieuse. Une histoire qui nous entraîne en Écosse en compagnie de Peggy la bergère, son chien Bag-Pipe et leurs moutons.

## Extrait du livre
« Donc, ce jour-là, comme tous les jours, Peggy était assise sur un bloc de pierre grise, juste devant le loch. Les moutons broutaient. Bag-Pipe, le museau entre les pattes, les regardait faire.
Ce jour-là on était en été, la couleur de l'eau était bleue avec des reflets d'argent. Peggy suivait, non sans angoisse, les évolutions d'une abeille en espérant qu'aucun oiseau gobeur d'insectes ne passerait par là. Ouf ! l'abeille saine et sauve venait de disparaître parmi les fleurs qui s'épanouissaient le long des rives et Peggy allait se mettre à la recherche d'un autre spectacle.
Lorsque...
Lorsque !
Elle le vit.
S'il s'était agi de l'apparition d'un quelconque poisson même d'un gros, du vol d'un martin-pêcheur ou de celui d'un aigle, du passage d'un bateau, de la baignade d'un cerf ou d'un sanglier, cela aurait été facile à raconter. Mais c'était tout autre chose ! Et tellement inattendu, tellement extraordinaire que Peggy Mac Lane en resta la bouche grande ouverte, que Bag-Pipe s'enfuit la queue entre les pattes et que les moutons s'égaillèrent vers la montagne. »